# Zádory András
Zádory András végvári lovashadnagy, várkapitány.

## Élete
Apja valószínűleg Zádory Miklós, aki Tetétlent felesége jogán birtokolhatta. Testvére volt Zádory György váci főhadnagy és Zádory Kata, Bosnyák Tamás füleki főkapitány második felesége.
1592-ben már felbukkan Vácott Zádory András neve, amikor Öcsöd földesúri adóit bérli. Bocskai seregében is harcolt. 1610-ben Vácott 50 lovas kapitánya. 1614-ben Dóczy István főkapitány vele küldi levelét Koháry Péternek. 1616-ban kihallgatták Balassi Zsigmond panasz-ügyében. 1616-ban adományba kapta Solt megyében Hartát, Sottot és Vecsét. 1617 után Nyitramalomszegen egy úrbéri telket zálogba vett Csery Mihálytól. 1619-ben a váci vitézlő rend árendába vette Bosnyák Tamástól Duka pusztát, melyben kezes.
1619-1620-ban váci alkapitány volt. Bethlen Gábor fejedelem támadásakor Vác ellenállt, de végül hűségesküt tettek. Nagy Egyed alkapitány helyére került, aki előtte a királyi hadba vonult be. Ztrucz Ferenc főkapitánnyal bérbe vette Almásy püspök egyházi tizedét. 1619. december 23-án Makláry Péternek, Bars vármegye alispánjának írt az elszökő katonák ügyében. Vác feladása után 1621-1630 között Damásd várnagya lett.
1620-ban Kosd tizedének harmadát bérelte 26 forintért, illetve Cselőtét 6 forintért. Birtokolhatta Nagyhartát is. Lánya valószínűleg Judit, Győri Nagy János felesége.
1630. október 5-én a király kinevezte verebélyi kapitánynak. 1633-ban Komáromcsehiben szerez birtokot zálogjogon. 1634-ben Esterházy Miklós nádorhoz írt levelet. 1638-ban Oszman esztergomi bég említi levelében. Esterházy Pál 1639-ben Pöstyénbe ment fürdőbe, helyetteséül Zádory verebélyi kapitányt ajánlotta, hasonlóan 1641-ben. 1644-ben Moro István írt hozzá levelet.
1610-ben címeres pecsétjében valószínűleg tárcsapajzs volt található, melyben kardot tartó kar, fölötte csillag volt, Z A monogrammal. Eltérő monogrammos címeres pecsétet használt 1635-ben.